# Zweepslag (letsel)

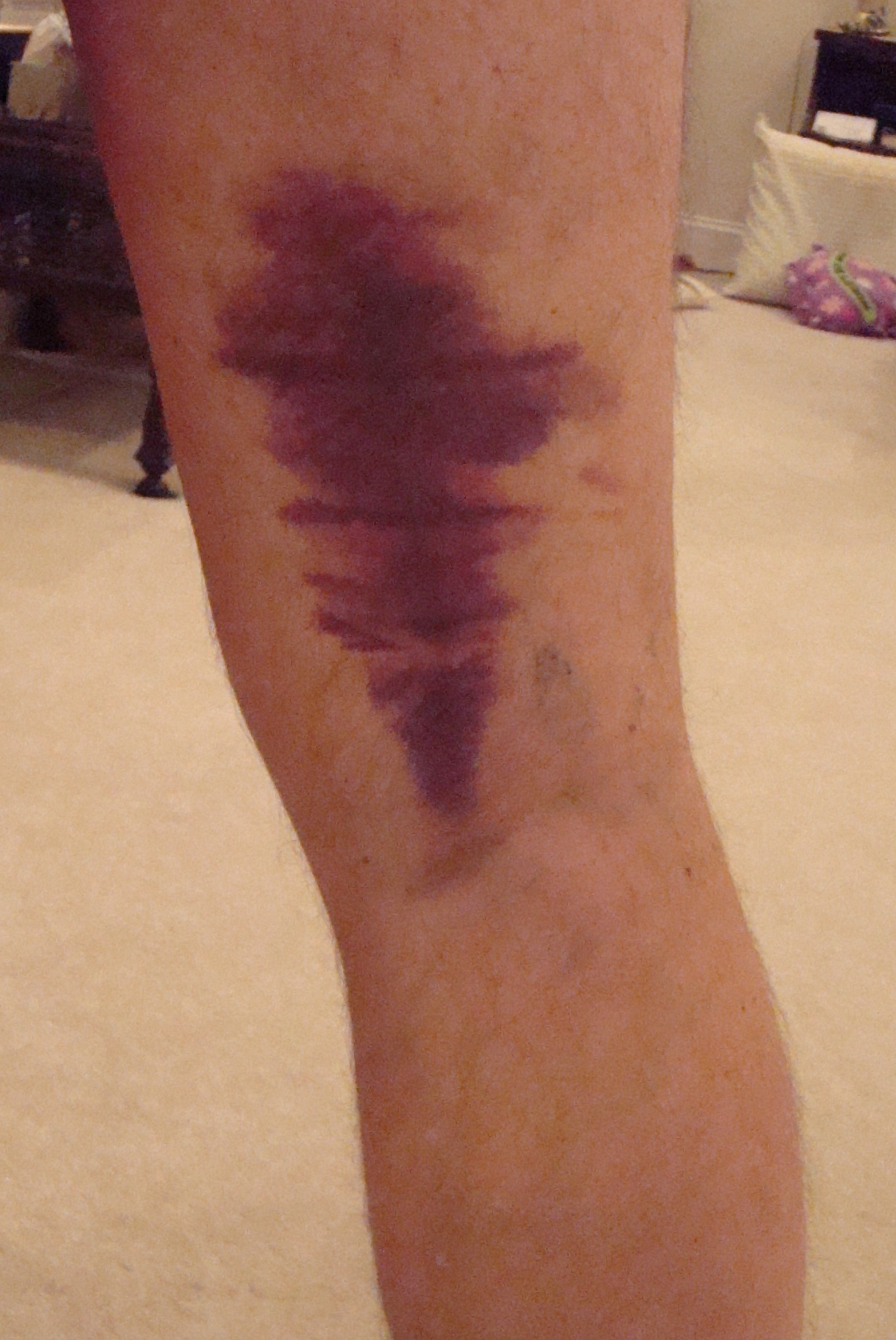
Bloeduitstorting na zweepslag

Een zweepslag of spierscheur is een verscheuring van spierweefsel. De musculus gastrocnemius (kuitspier) is berucht om zijn gevoeligheid voor een zweepslag, vooral aan de mediale zijde. Een verscheuring kan echter ook optreden in de hamstrings of andere spieren.
Een zweepslag treedt plotseling op, en voelt als een harde trap tegen de kuit. Een zweepslag is dus zeer pijnlijk en leidt tot een wekenlange onderbreking van de normale activiteiten. De behandeling bestaat in de beginfase vooral uit rust en koeling en soms een hakverhoging of een compressieverband. Rekoefeningen zijn in de beginfase erg pijnlijk, dus daar dient pas later mee begonnen te worden. Massage mag niet worden toegepast wegens mogelijke complicaties in de zin van spierontstekingen met kalkafzettingen. Genezing vergt meestal zes tot tien weken.

## Tenniskuit
Een tenniskuit (Engels: tennis leg) kan een verscheuring van spieren in de kuit zijn, maar ook een vochtophoping tussen de musculus gastrocnemius en musculus soleus. Differentiaaldiagnostiek is belangrijk omdat de behandeling van beide ziektebeelden kan verschillen.